# Брютель
Брюте́ль (фр. Brutelles) — муніципалітет у Франції, у регіоні О-де-Франс, департамент Сомма. Населення — 202 особи (01.01.2021).
Муніципалітет розташований на відстані близько 155 км на північний захід від Парижа, 65 км на північний захід від Ам'єна.

## Демографія
Динаміка населення (INSEE ):
Розподіл населення за віком та статтю (2006):
| Стать | Всього | До 15 років | 15-24 | 25-44 | 45-64 | 65-85 | Понад 85 |
| --- | ------ | ----------- | ----- | ----- | ----- | ----- | -------- |
| Чоловіки | 108    | 20          | 0     | 36    | 28    | 24    | 0        |
| Жінки | 80     | 12          | 4     | 24    | 24    | 12    | 4        |
| \| Статево-вікова піраміда \| Статево-вікова піраміда \| Статево-вікова піраміда \| \| ----------------------- \| ----------------------- \| ----------------------- \| \| Чоловіки \| Вік \| Жінки \| \| 0 \| 85 + \| 4 \| \| 0 \| 80-84 \| 0 \| \| 4 \| 75-79 \| 4 \| \| 12 \| 70-74 \| 8 \| \| 8 \| 65-69 \| 0 \| \| 4 \| 60-64 \| 4 \| \| 12 \| 55-59 \| 8 \| \| 4 \| 50-54 \| 4 \| \| 8 \| 45-49 \| 8 \| \| 12 \| 40-44 \| 12 \| \| 0 \| 35-39 \| 8 \| \| 20 \| 30-34 \| 0 \| \| 4 \| 25-29 \| 4 \| \| 0 \| 20-24 \| 0 \| \| 0 \| 15-20 \| 4 \| \| 12 \| 10-14 \| 0 \| \| 4 \| 5-9 \| 8 \| \| 4 \| 0-4 \| 4 \| |        |             |       |       |       |       |          |
| Статево-вікова піраміда |        |             |       |       |       |       |          |
| Чоловіки | Вік    | Жінки       |       |       |       |       |          |
| 0 | 85 +   | 4           |       |       |       |       |          |
| 0 | 80-84  | 0           |       |       |       |       |          |
| 4 | 75-79  | 4           |       |       |       |       |          |
| 12 | 70-74  | 8           |       |       |       |       |          |
| 8 | 65-69  | 0           |       |       |       |       |          |
| 4 | 60-64  | 4           |       |       |       |       |          |
| 12 | 55-59  | 8           |       |       |       |       |          |
| 4 | 50-54  | 4           |       |       |       |       |          |
| 8 | 45-49  | 8           |       |       |       |       |          |
| 12 | 40-44  | 12          |       |       |       |       |          |
| 0 | 35-39  | 8           |       |       |       |       |          |
| 20 | 30-34  | 0           |       |       |       |       |          |
| 4 | 25-29  | 4           |       |       |       |       |          |
| 0 | 20-24  | 0           |       |       |       |       |          |
| 0 | 15-20  | 4           |       |       |       |       |          |
| 12 | 10-14  | 0           |       |       |       |       |          |
| 4 | 5-9    | 8           |       |       |       |       |          |
| 4 | 0-4    | 4           |       |       |       |       |          |

## Економіка
2010 року серед 118 осіб працездатного віку (15—64 років) 92 були активними, 26 — неактивними (показник активності 78,0%, у 1999 році було 69,1%). З 92 активних мешканців працювала 81 особа (44 чоловіки та 37 жінок), безробітними було 11 (3 чоловіки та 8 жінок). Серед 26 неактивних 6 осіб було учнями чи студентами, 15 — пенсіонерами, 5 були неактивними з інших причин.

У 2010 році в муніципалітеті числилось 72 оподатковані домогосподарства, у яких проживали 184,0 особи, медіана доходів виносила 16 865 євро на одного особоспоживача

## Галерея зображень

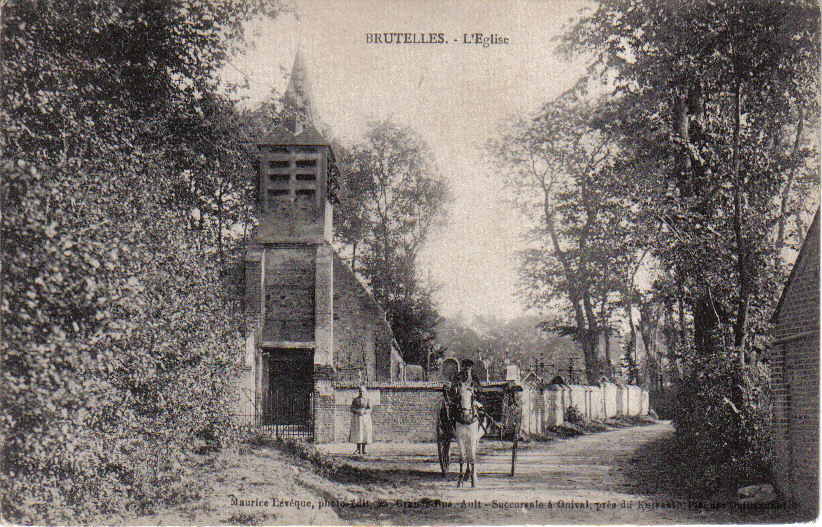
Брютельська церква на старій поштівці
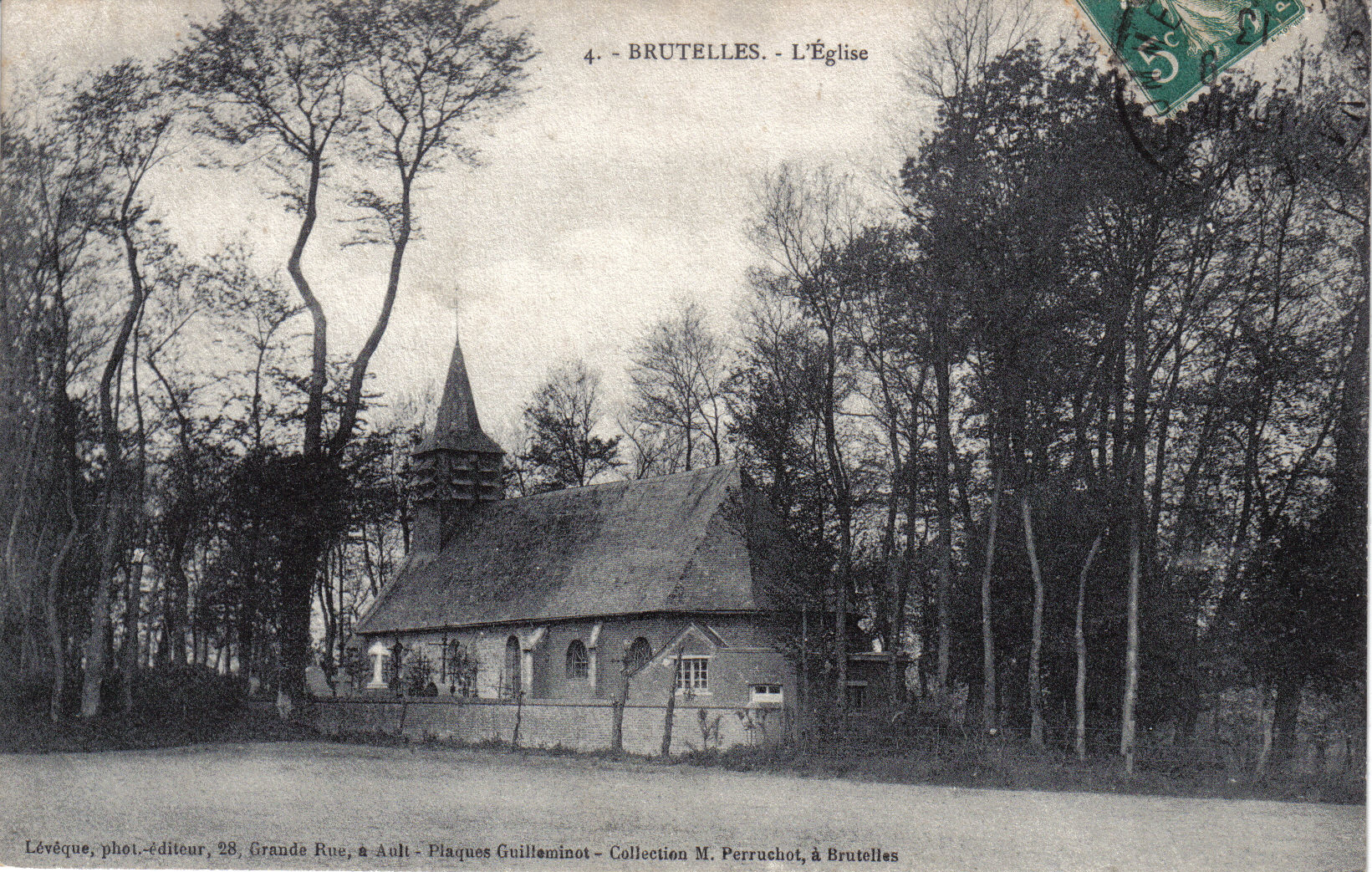
Брютельська церква на старій поштівці

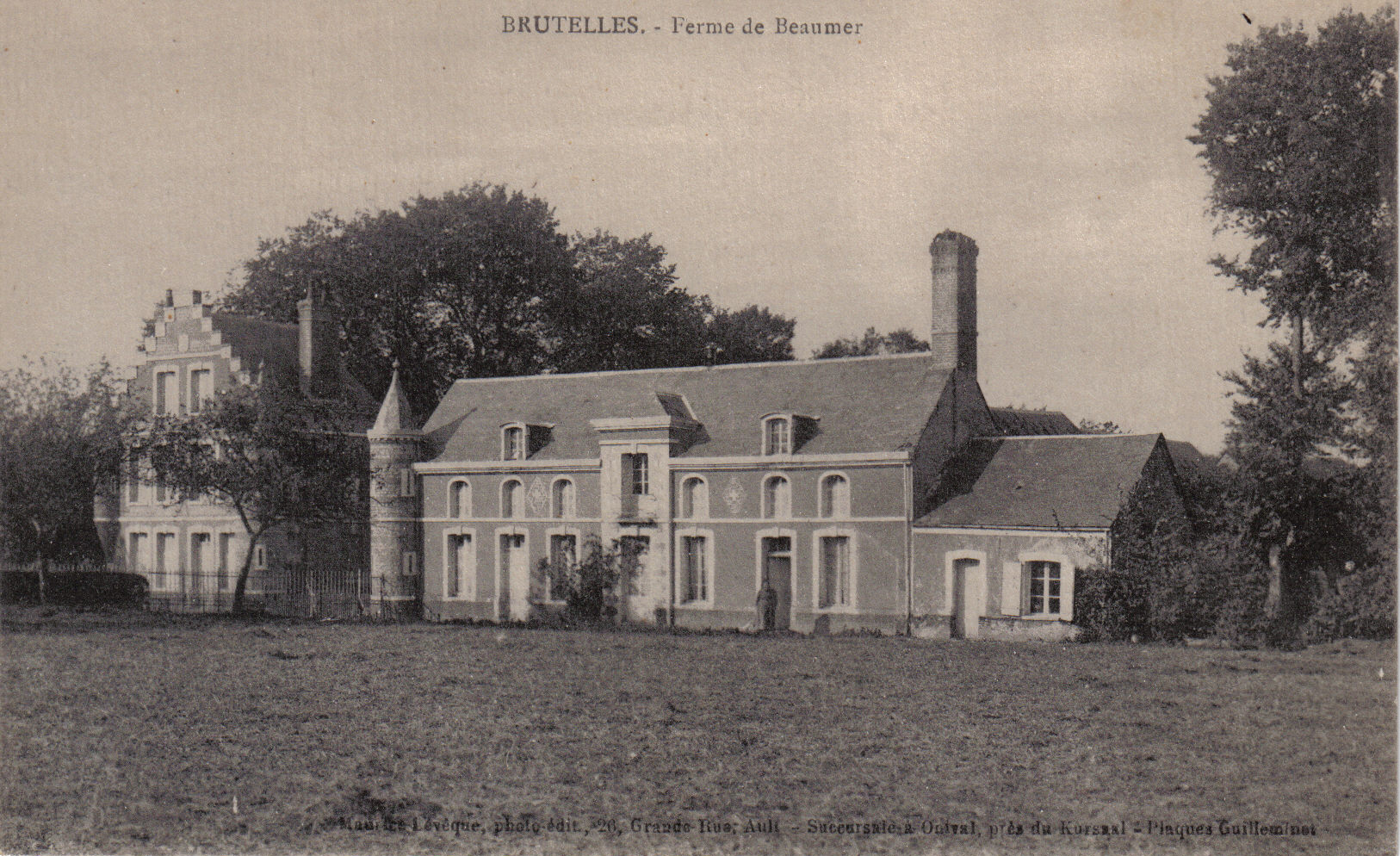
Ферма Бомер на старій поштівці
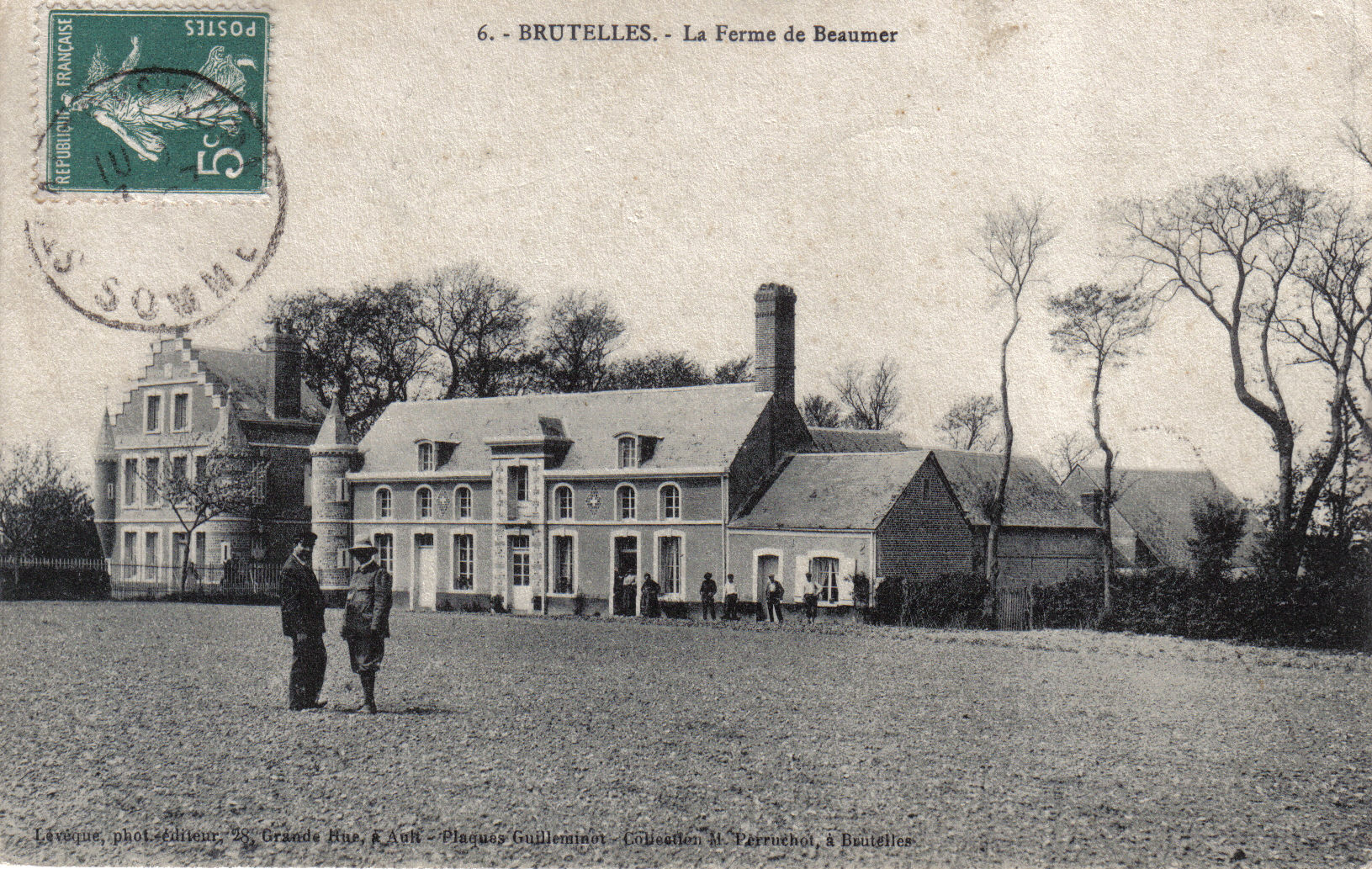
Ферма Бомер на старій поштівці

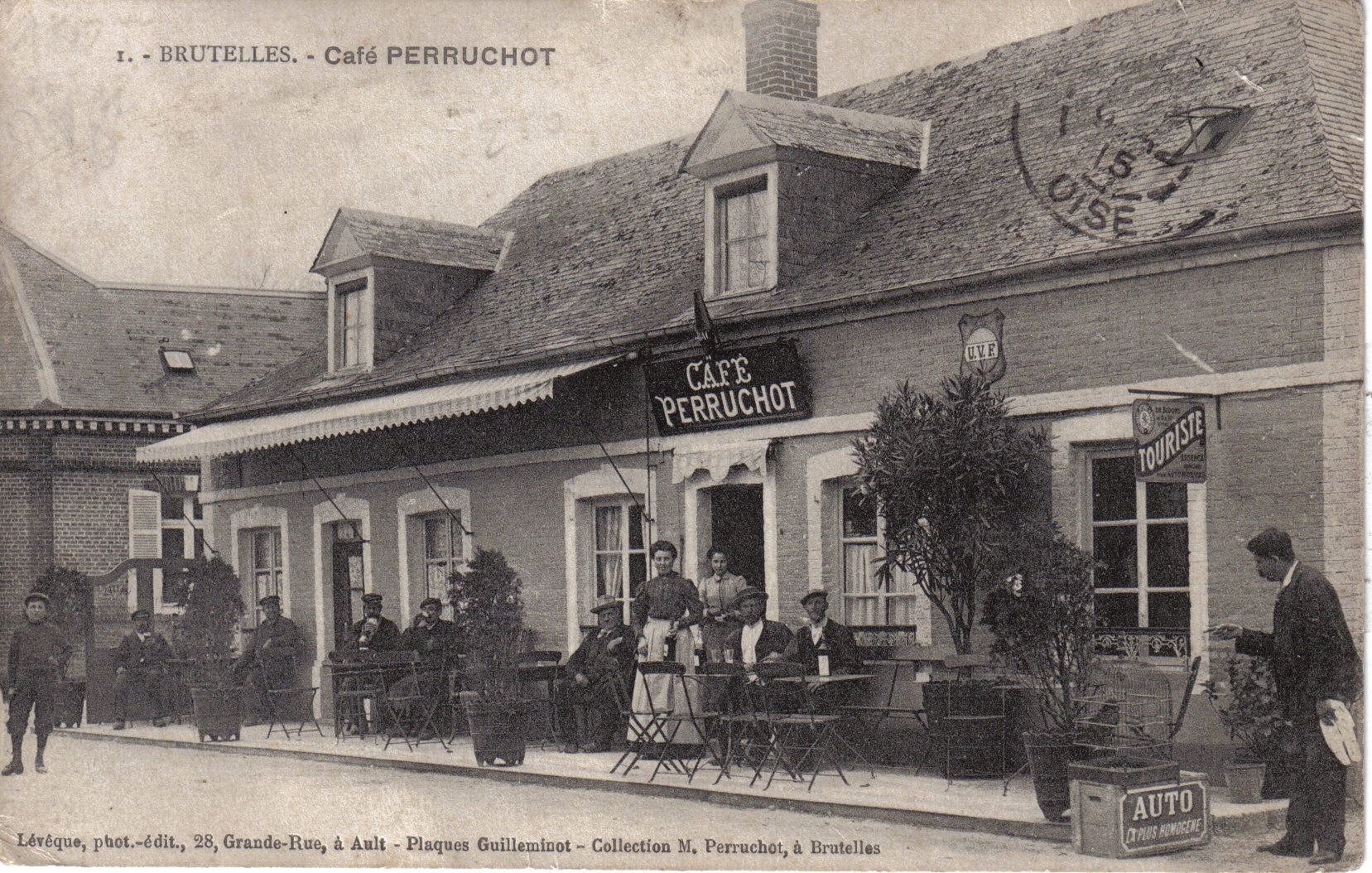
Кафе Перюшо на старій поштівці
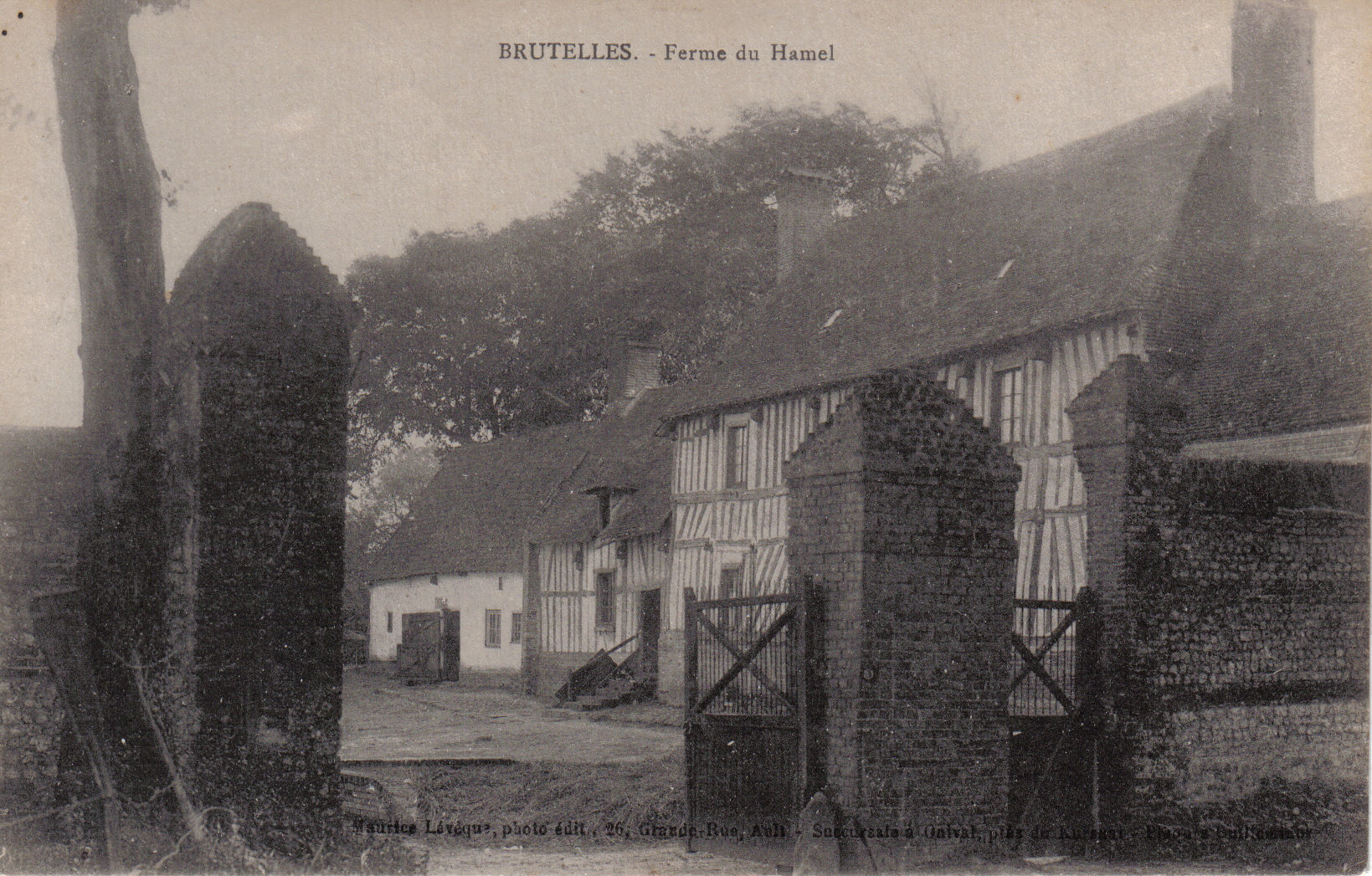
Ферма Гамель
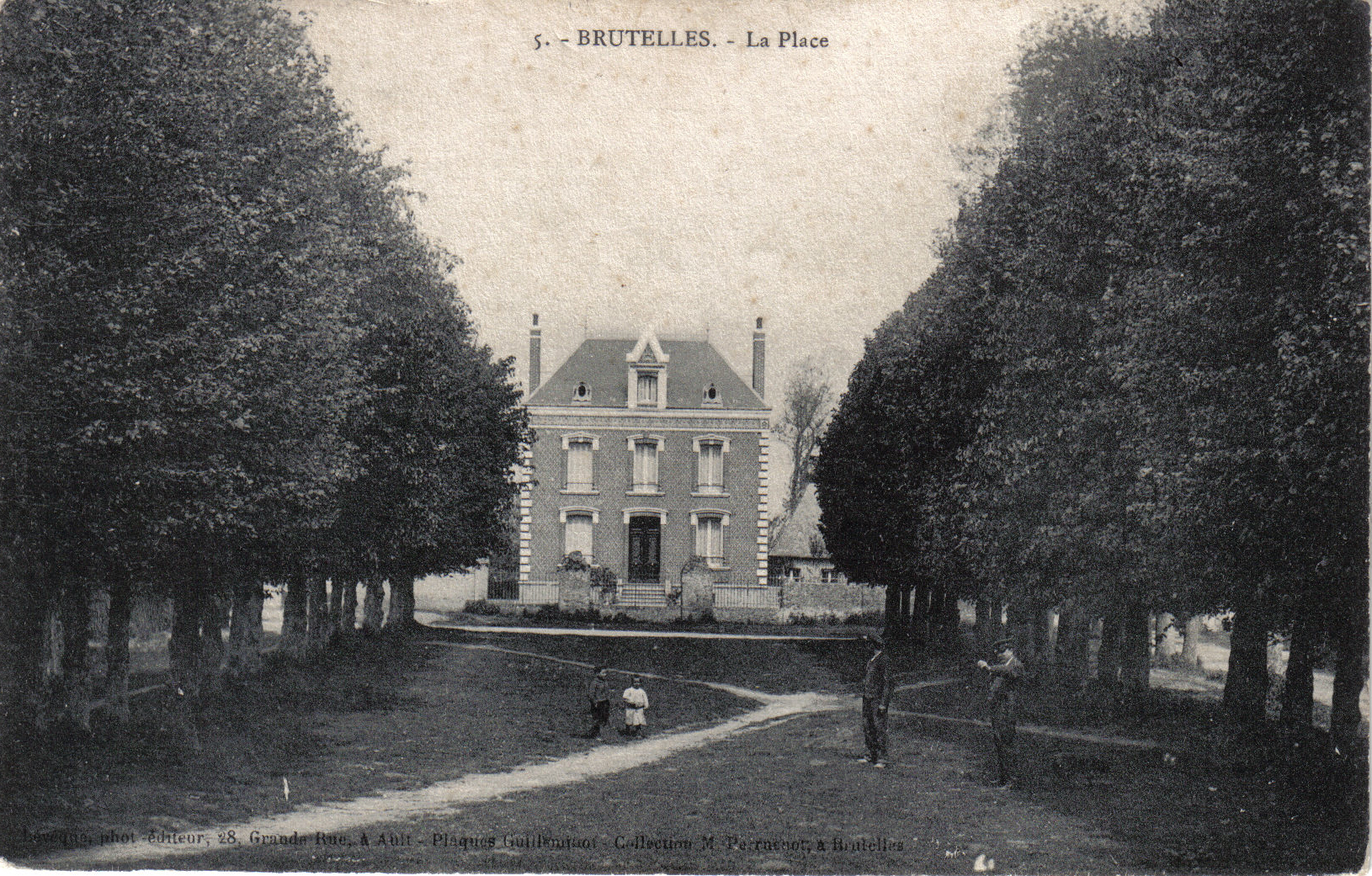
Площа в містечку Брютель
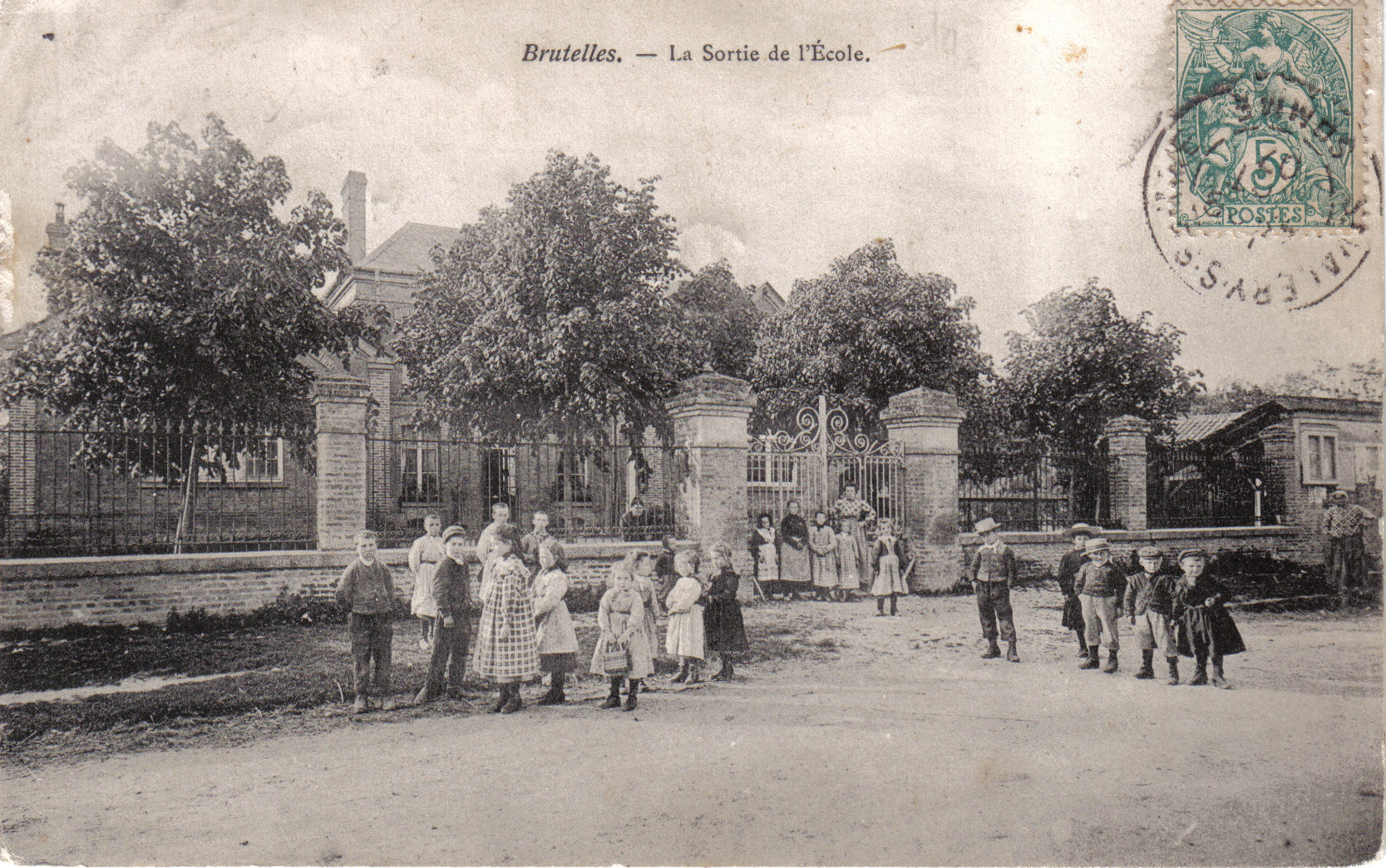
Школа на старій поштівці
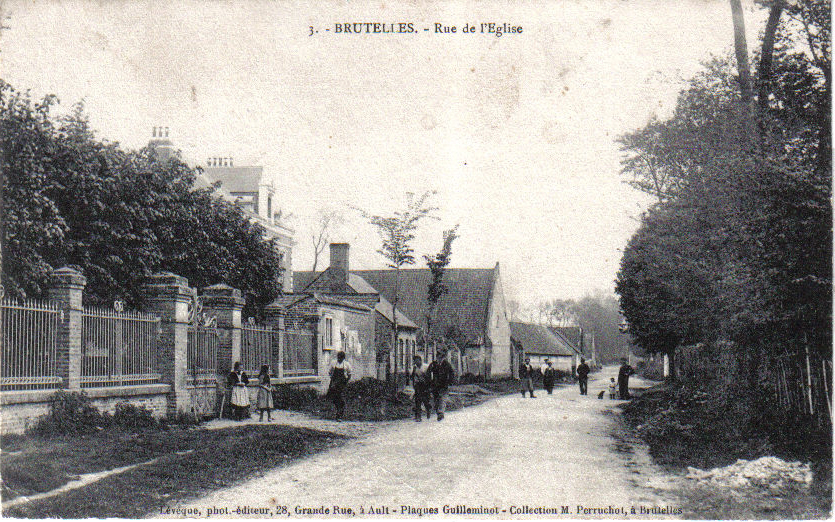
Вулиця до церкви
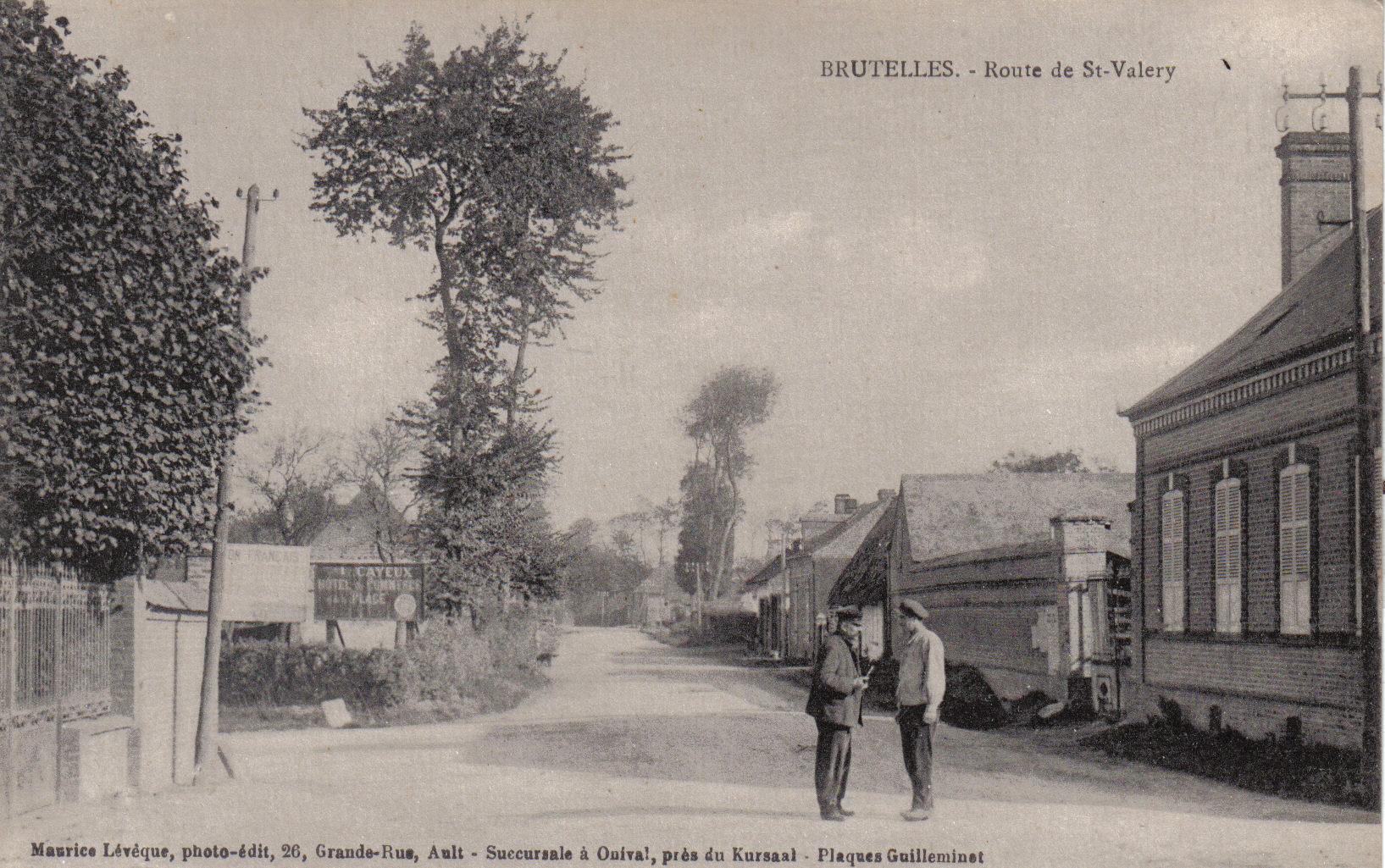
Вулиця Сен-Валері на старій поштівці
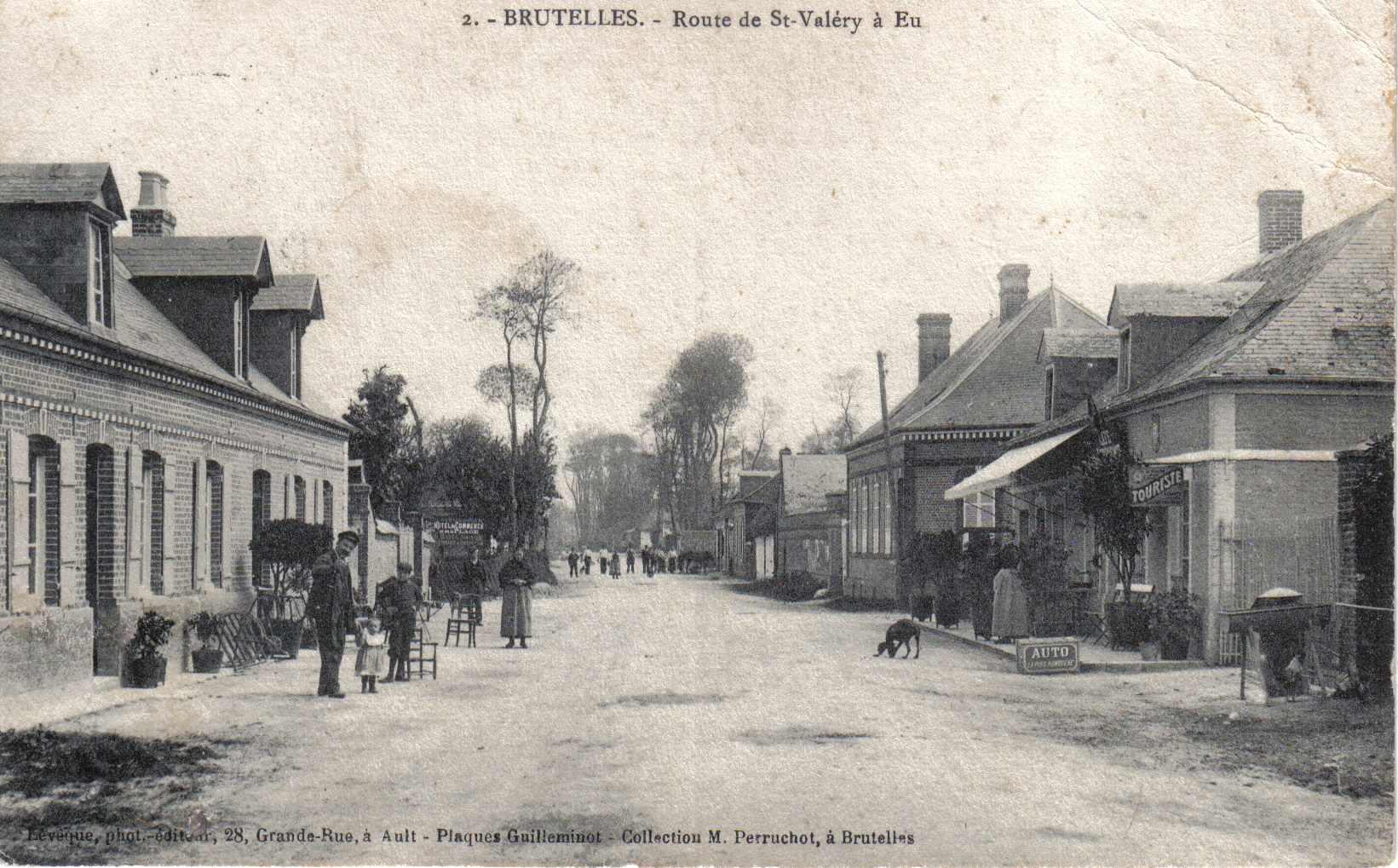
Вулиця Сен-Валері на старій поштівці